# Pont de Tarascon-Beaucaire
Le Pont de Tarascon-Beaucaire est un pont à haubans franchisant le Rhône entre Tarascon et Beaucaire, respectivement dans les Bouches-du-Rhône et dans le Gard.

## Le pont
Construit entre 1999 et 2000, avec un chantier de 27 mois, le pont est à cheval sur les départements du Gard et des Bouches-du-Rhône.

## Caractéristiques
L'ouvrage d'une longueur de 407 m, est un pont à haubans à nappes latérales en éventail, il possède un tablier mince (0.7 m d'épaisseur). Les deux pylônes, d'une hauteur de 60 mètres au-dessus du fleuve, assurent l'ancrage des haubans. Le pont est découpé en 5 travées, dont la plus grande atteint 192 mètres. Le tablier de 12.10 mètres de largeur, porte la RD90, avec deux voies de circulation.

## Galerie

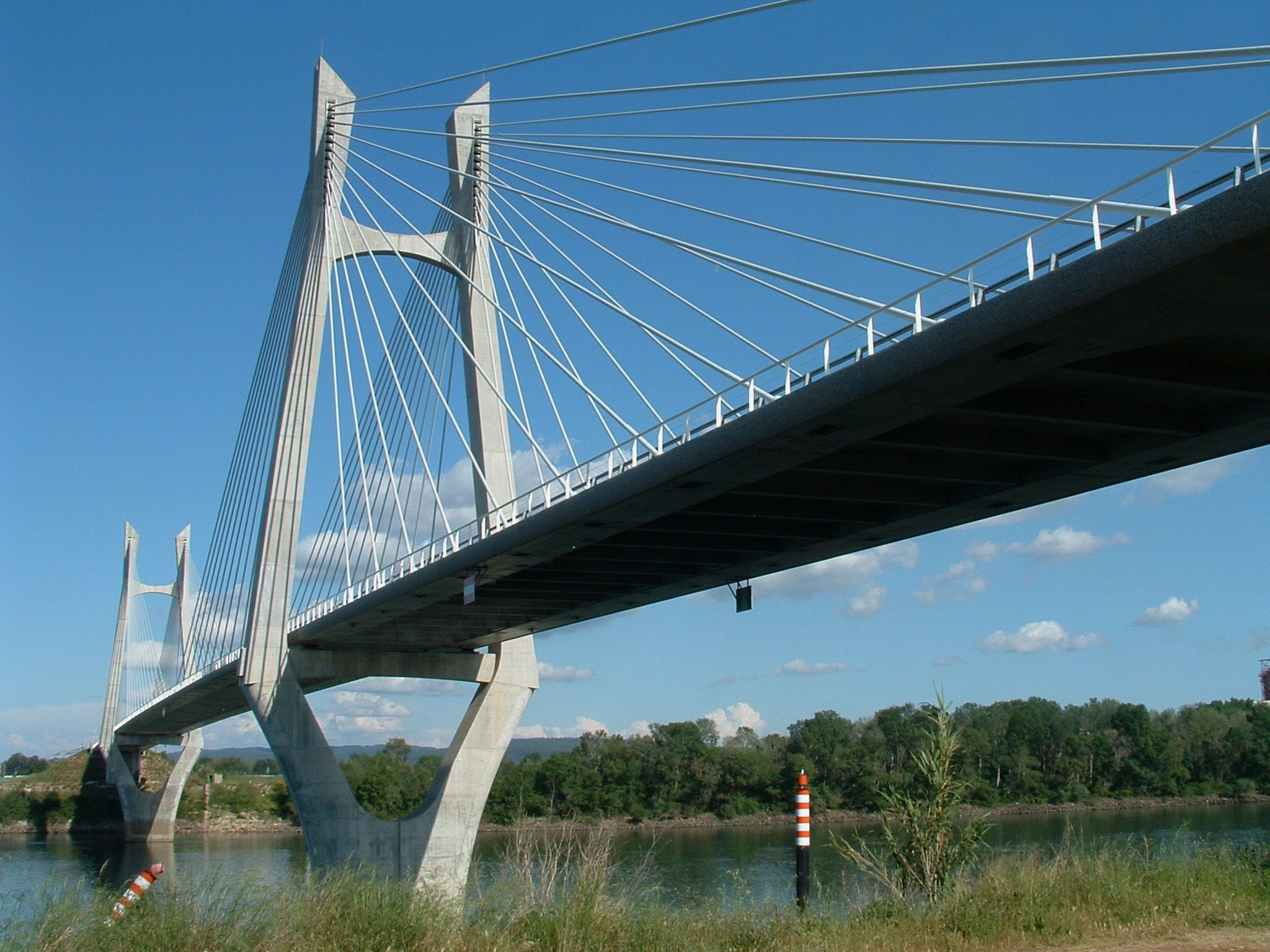
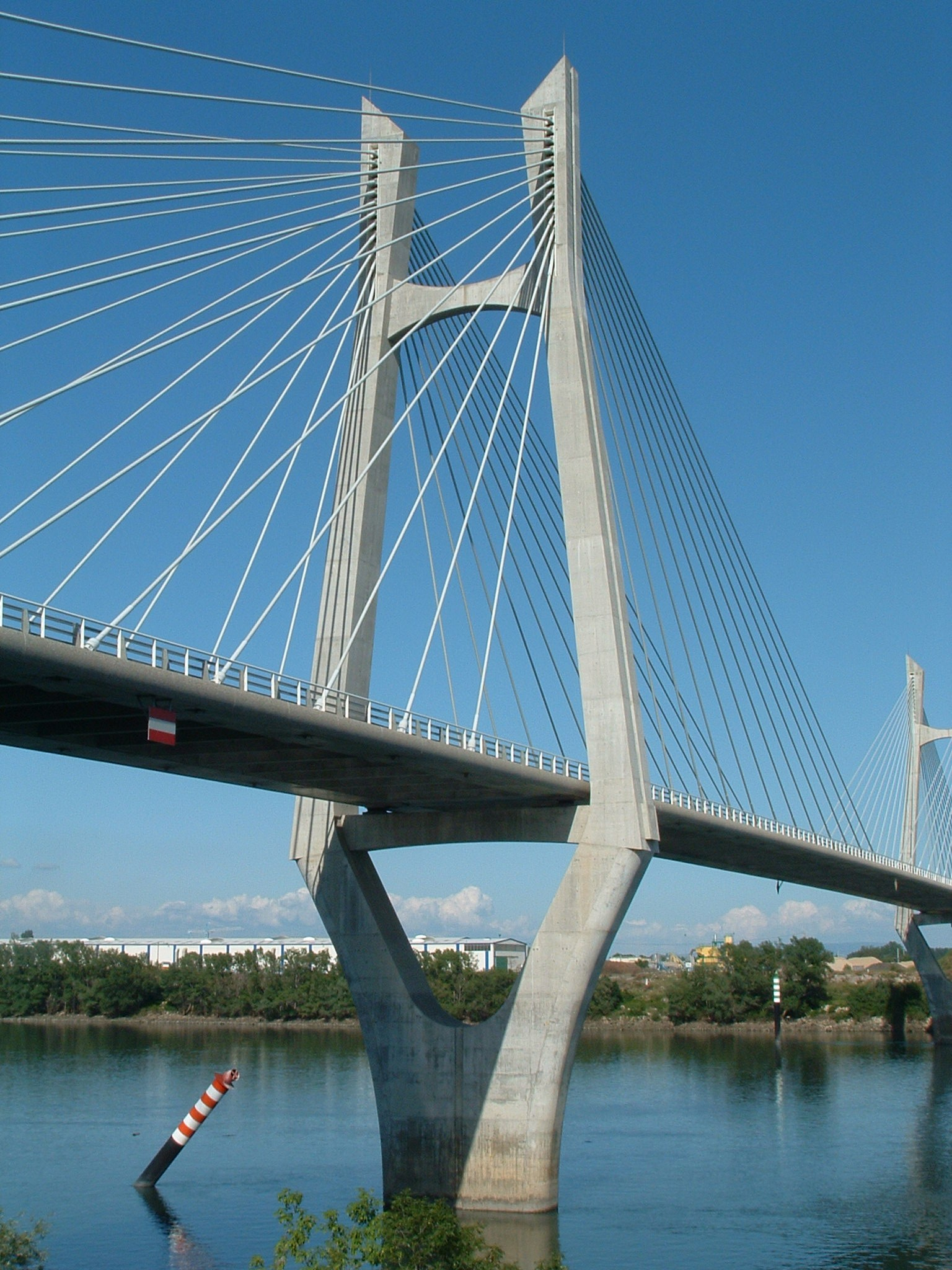
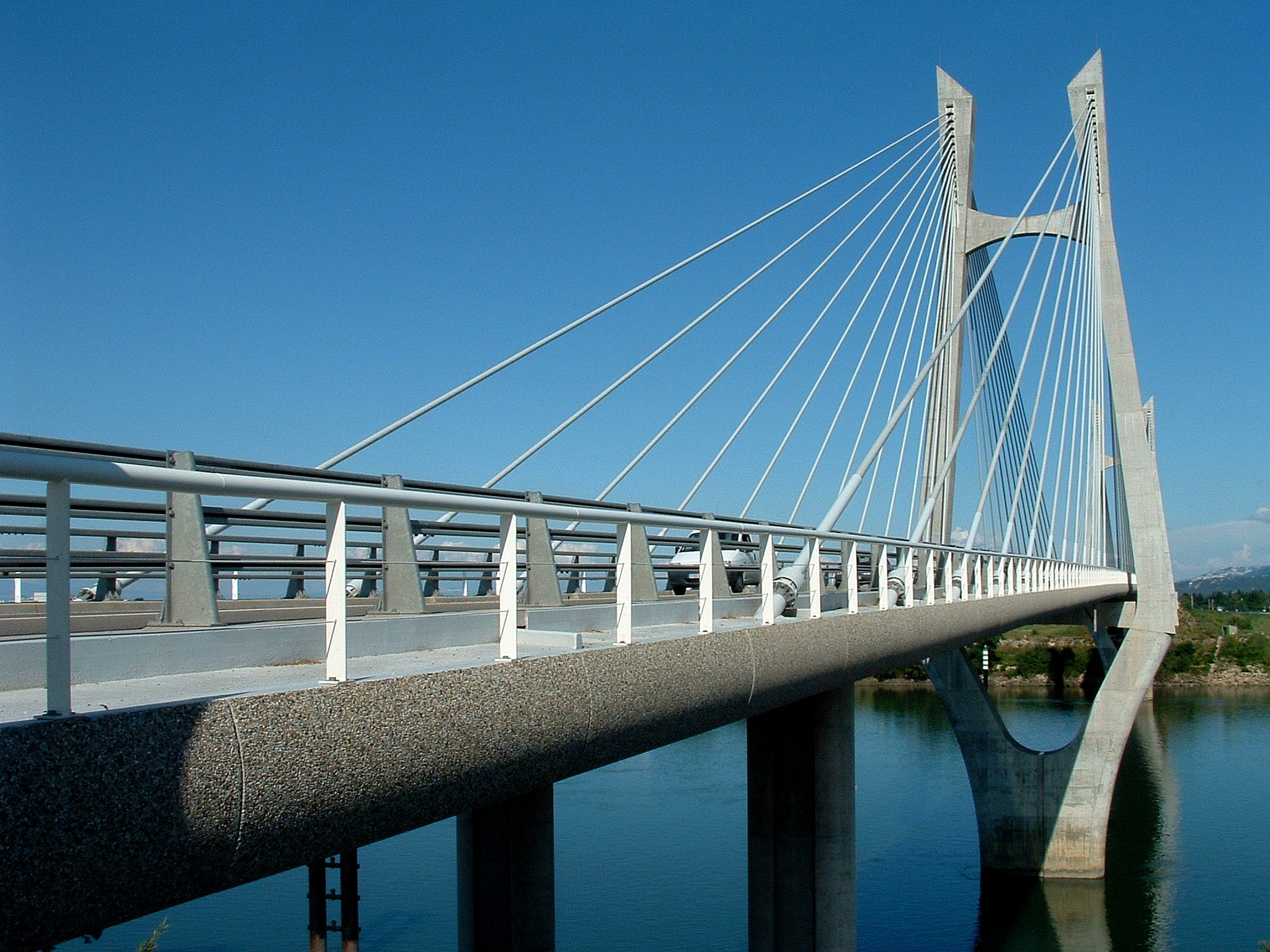
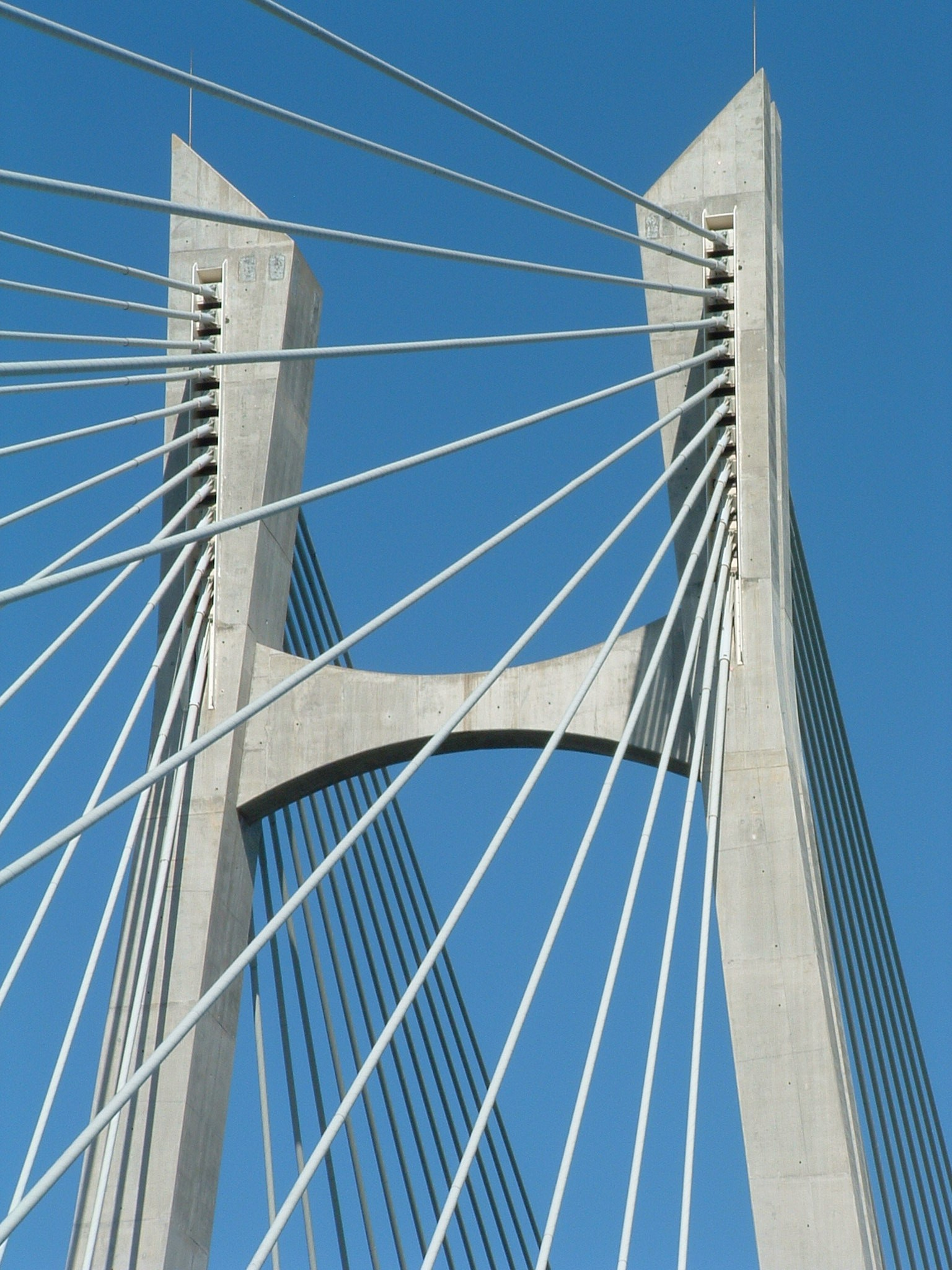
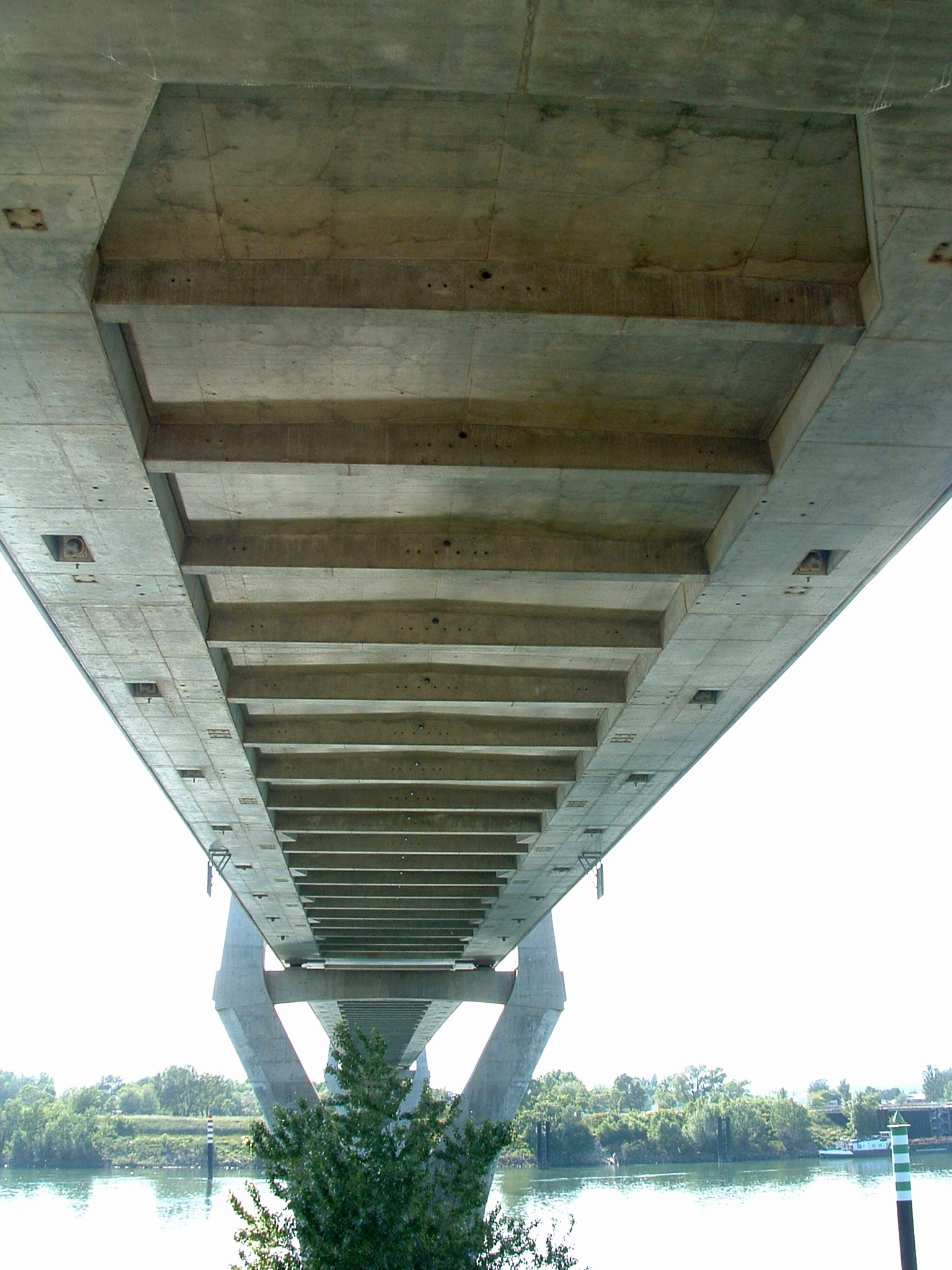